# 4408 Zlatá Koruna
A 4408 Zlatá Koruna (ideiglenes jelöléssel 1988 TH2) a Naprendszer kisbolygóövében található aszteroida. Antonín Mrkos fedezte fel 1988. október 4-én.